# Emmett Chapman
Emmett Chapman (Santa Barbara, 28 settembre 1936 – 1º novembre 2021) è stato un polistrumentista, inventore, imprenditore e jazzista statunitense, meglio noto come l'inventore del Chapman Stick e produttore della famiglia di strumenti Chapman Stick.

## Biografia
Chapman iniziò la sua carriera come chitarrista, registrando ed esibendosi alla fine degli anni '60. Ha suonato con Barney Kessel e Tim Buckley prima di creare una sua band.
Nel 1969 Chapman modificò la sua "Freedom Guitar" a nove corde per adattarla al suo metodo di picchiettarla a "mani libere". Anche se già alcuni chitarristi usassero battere a due mani con le dita della mano destra parallele alle corde, il metodo di Chapman usava le dita di entrambe le mani perpendicolari alle corde. Ciò culminò con la creazione dell'Electric Stick, che ribattezzò Chapman Stick. Fondò la Stick Enterprises nel 1974 che produsse oltre 6.000 strumenti. Possiede quattordici brevetti per vari Chapman Stick particolari. Durante gli anni '70 Chapman fece una lunga tournée per promuovere la sua musica e lo strumento.
Fu influenzato da Barney Kessel, poi da John McLaughlin.
Nel 1985 pubblicò un album solista, Parallel Galaxy. La canzone Back Yard è stata usata nella versione di Alan Smithee del film Dune del 1984. Un Chapman Stick esteticamente modificato è stato utilizzato come lo strumento musicale baliset, descritto nel romanzo, ed è interpretato da Patrick Stewart nel film del regista.
Emmett Chapman muore l'1 Novembre 2021 dopo una lunga battaglia contro il cancro.